# حشيشة آلاغ الرمداء
```
حشيشة آلاغ الرمداء
[
2
]
 وتسمى بالإنجليزية 
جذر وحيد القرن، وحيد القرن الحقيقي، غراب الذرة، جذر المغص
[
3
]
 
الأبيض أو عشب النجوم الأبيض
، هو نوع نباتي من جنس 
حشيشة آلاغ
، موجود في معظم أنحاء شرق 
الولايات المتحدة
 . ووُجِدَ في الجزء الجنوبي من 
أنتريو
، 
كندا
. وهي معروفة من كل ولاية شرق 
نهر المسيسيبي
 باستثناء 
ولاية فِرْمُنْت
 ، وكذلك 
تكساس
 
وأُكلهومة
 
وأركنساس
 
ولوِزيانة
.
[
4
]
[
5
]
```

هي عشبة معمرة تنتشر عن طريق الجذمور وتشكيل وريدات من الأوراق. الأوراق ضيقة، حتى 20 سم طويل، خضراء مصفرة مشرقة. يمكن أن تصل سيقان الزهرة إلى 100 سم. الزهور بيضاء ، حتى 10 مم. الفاكهة علبة جافة تتناقص عند الحافة.